# África Baeta
África Baeta Campos (Barcelona, 27 de diciembre de 1969) es una periodista y presentadora de televisión española.

## Biografía
Nació en Barcelona en 1969. Su padre es Blas Baeta, organizador de viajes internacionales en la década de 1970 y fue amigo del etólogo Félix Rodríguez de la Fuente. Sus esposas se prometieron mutuamente que le darían el nombre del continente de África a su hijo por nacer, porque era un continente que les gustaba mucho, y de ahí viene el nombre de África. Sus padres tuvieron otra hija antes.
Estudió en la Juventus School de Barcelona y se mudó a Pamplona a los diecisiete años. Tuvo vocación de periodista desde niña. Sus padres querían que se mantuviera alejada del ajetreado ambiente universitario de Barcelona, y se fue a estudiar Periodismo Audiovisual a la facultad de Comunicación de la Universidad de Navarra (1988-1993), y posteriormente se licenció en Producción y Programación Audiovisual.
Terminaba sus estudios y comenzó su beca en el diario Mundo Deportivo en 1993. Posteriormente realizó un casting para la recién creada Televisión Pública de Pamplona (Pamplona Televisión), que luego se convertiría en Canal 4 Navarra. Allí trabajó cinco años, hasta 1999, presentando noticieros y otros programas, entre ellos el noticiero Informe 4 y un vespertino con Emma García.
Como su trabajo no garantizaba su estabilidad económica, decidió irse después de tener a su primer hijo y trabajó durante un año en una oficina de prensa institucional en el departamento de salud. No le gustó este trabajo y decidió presentarse a un casting para ser presentadora de Euskal Telebista. Tiempo después, comenzó a trabajar para ETB 2 en el verano de 2000, reemplazando a Uxue Barkos durante sus vacaciones de verano. En la temporada 2000-2001, comenzó a presentar el informativo de fin de semana Teleberri. Permaneció en ese cargo hasta 2009. En el verano de 2008 presentó Tu vista de Euskal Herria.

## Trayectoria en Euskal Telebista
Durante la temporada 2009-2010 comenzó a presentar el informativo semanal Teleberri 1. Desde entonces ha continuado su trabajo, presentando varios programas más en ETB 2 y convirtiéndose en uno de los rostros más populares de la Televisión Vasca. Ha presentado reportajes y sesiones especiales relacionadas con servicios de noticias, incluidas noches electorales o entrevistas con políticos.
Además de los informativos, ha aparecido en Tu vista de Euskal Herria, también ha presentado los programas de verano Tu plato favorito, Tu edificio favorito y Tu playa favorita, y ha participado en los programas de Navidad de ETB 2. Presentó las campañas de fin de año en ETB 2 en 2012 y 2013. También ha colaborado con Radio Euskadi en La noche despierta.
Ha compaginado su labor periodística con la docencia. Ha sido profesor de Periodismo en la Universidad de Navarra en las áreas de Presentación de Televisión y Redacción de Noticias. También ha impartido conferencias sobre periodismo en la Facultad de Ciencias Sociales de la Universidad del País Vasco. En 2013, la Orden del Divino Cerdo de Tafalla la nombró dama de honor de la cofradía por su labor como comunicadora.
Teleberri ha liderado la audiencia bajo su dirección.

## Vida privada
Vive en Pamplona. Está casada con el periodista y docente Santiago Salazar Cubero. Se conocieron en un grupo de teatro. Comenzaron a salir a la edad de diecisiete años y se casaron después de graduarse. La pareja tiene tres hijos: Santi, Naroa y Leyre.
Es voluntaria de Cruz Roja y miembro de la ONG de Voluntariado Hospitalario Acompaña-Laguntzen Bizkaia. Fan de Bruce Springsteen, le dedicó un blog durante varios años y dirigió un documental sobre él en 2012. Sus pasatiempos incluyen pintar y viajar.
Admitió haber sido acosada sexualmente cuando era joven. Tuvo una crisis de ansiedad en 2019 y tuvo que retirarse por un tiempo.

## Premios y reconocimientos
- Dama de Honor de la Orden del Divino Cuto de Tafalla (2013)[23]
- Premio Iris al mejor presentador de noticias comunitarias (2013), concedido por de la Academia Española de Televisión por su labor en los informativos.[28]
- Premio Antena de Plata (2017)[29]